# Billegetőcankó
A billegetőcankó (Actitis hypoleucos) a madarak (Aves) osztályának lilealakúak (Charadriiformes) rendjébe, ezen belül a szalonkafélék (Scolopacidae) családjába tartozó faj.

## Rendszerezése
A fajt Carl von Linné svéd természettudós írta le 1811-ben, a Tringa nemhez Tringa hypoleucos néven.

## Előfordulása
Igen elterjedt faj, Európa és Észak-Ázsia nagy részén költ, Afrikában, Indiában, Kelet-Ázsiában, Indonéziában és Ausztráliában telel. Természetes élőhelyei a szubtrópusi és trópusi mangroveerdők, mérsékelt övi gyepek, tengerpartok, édesvízi tavak, mocsarak, folyók és patakok.

### Kárpát-medencei előfordulása
Magyarországon április és május, valamint június és október között nagy számban vonul át, kis számban költ is.

## Megjelenése
A testhossza 19-21 centiméter, szárnyfesztávolsága 38-41 centiméter és testtömege 40-60 gramm. Tollazata a hátán zöldesbarna, nyakán sötétbarna, hasán fehér és lábán szürkészöld. Reptében fehér szárnycsíkok figyelhetők meg.

## Életmódja
Vonuló madár, egyébként magányosan él. Tápláléka legyekből, bogarakból, pókokból, meztelencsigákból és férgekből áll. A legöregebb meggyűrűzött madár több mint 14 évet élt.

## Szaporodása
A billegetőcankó ivarérettségét egyéves korában éri el. A költési időszak májustól júliusig tart, ekkor a tojó egy kibélelt talajmélyedésbe, 3-4 vajszínű, barnán pettyezett tojást tojik. Ezeken mindkét szülő felváltva egymást 20-22 napig kotlik. Ha veszély közeledik, egyik szülő sebesültnek tetteti magát, hogy elcsalja a fészek közelségéből a ragadozót. A fiatal madarak 26-27 nap múlva repülnek ki.

## Természetvédelmi helyzete
Az elterjedési területe rendkívül nagy, egyedszáma nagy, de csökken. A Természetvédelmi Világszövetség Vörös listáján nem fenyegetett fajként szerepel. Magyarországon védett, természetvédelmi értéke 50 000 Ft. Fészkelő-állománya 200-500 párra tehető (2000-2012)

## Képek

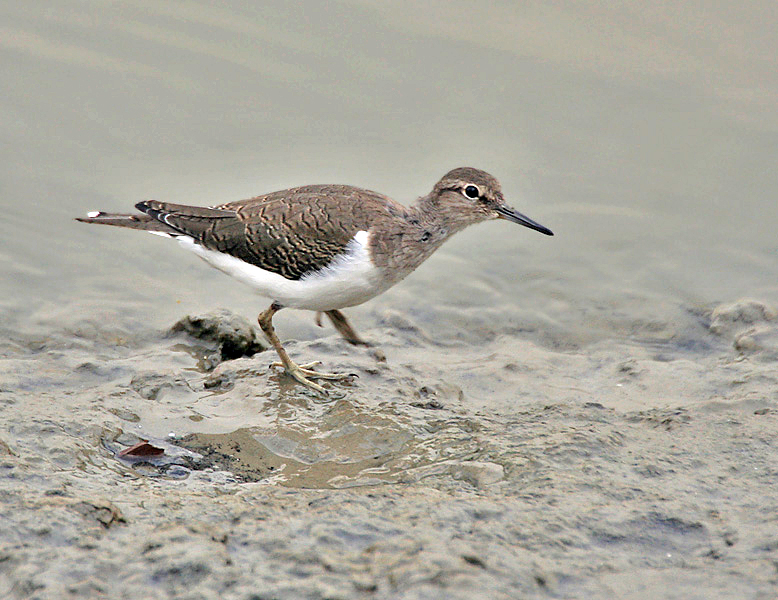
Az iszapban keresi a táplálékát
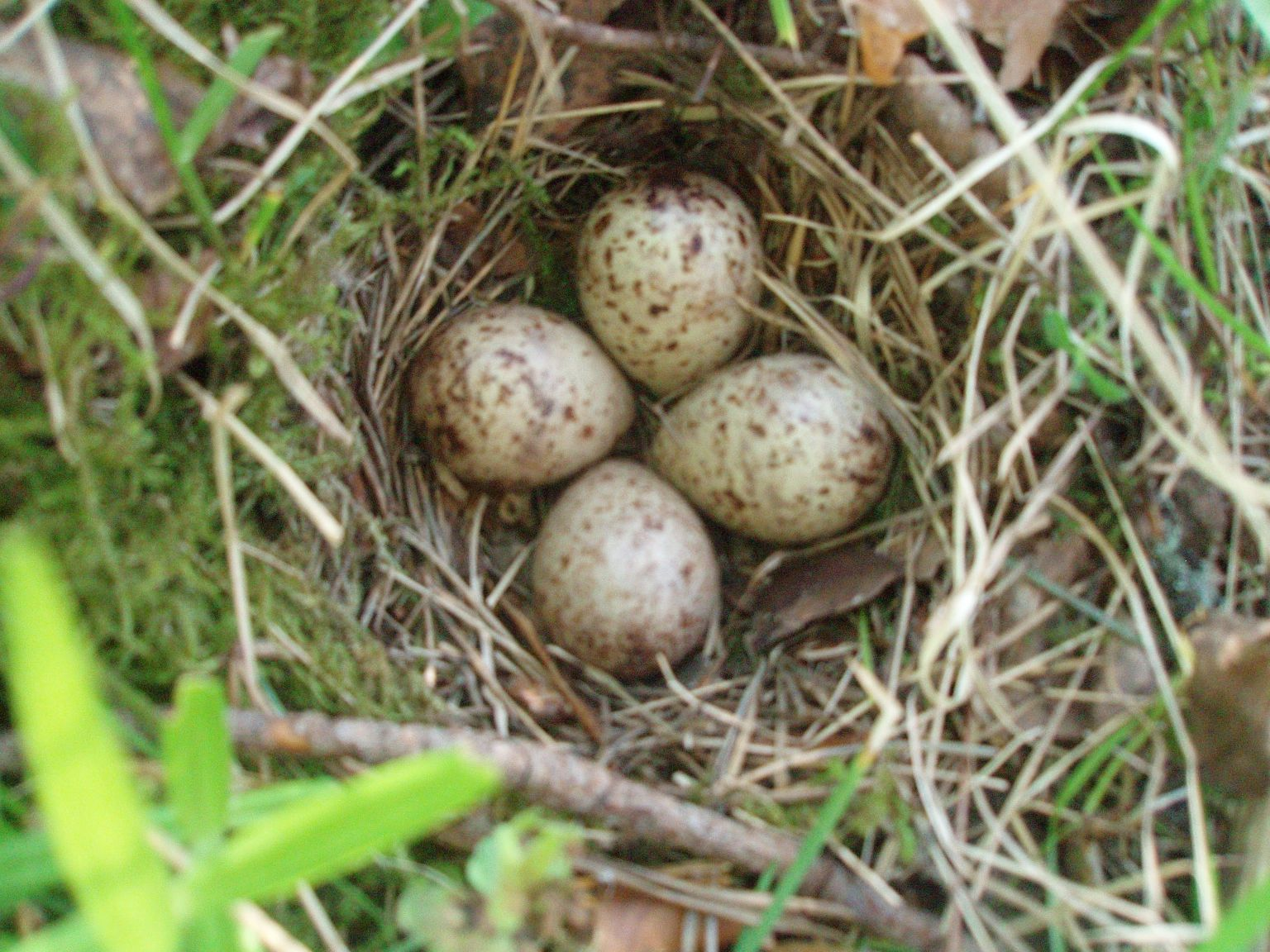
Fészke
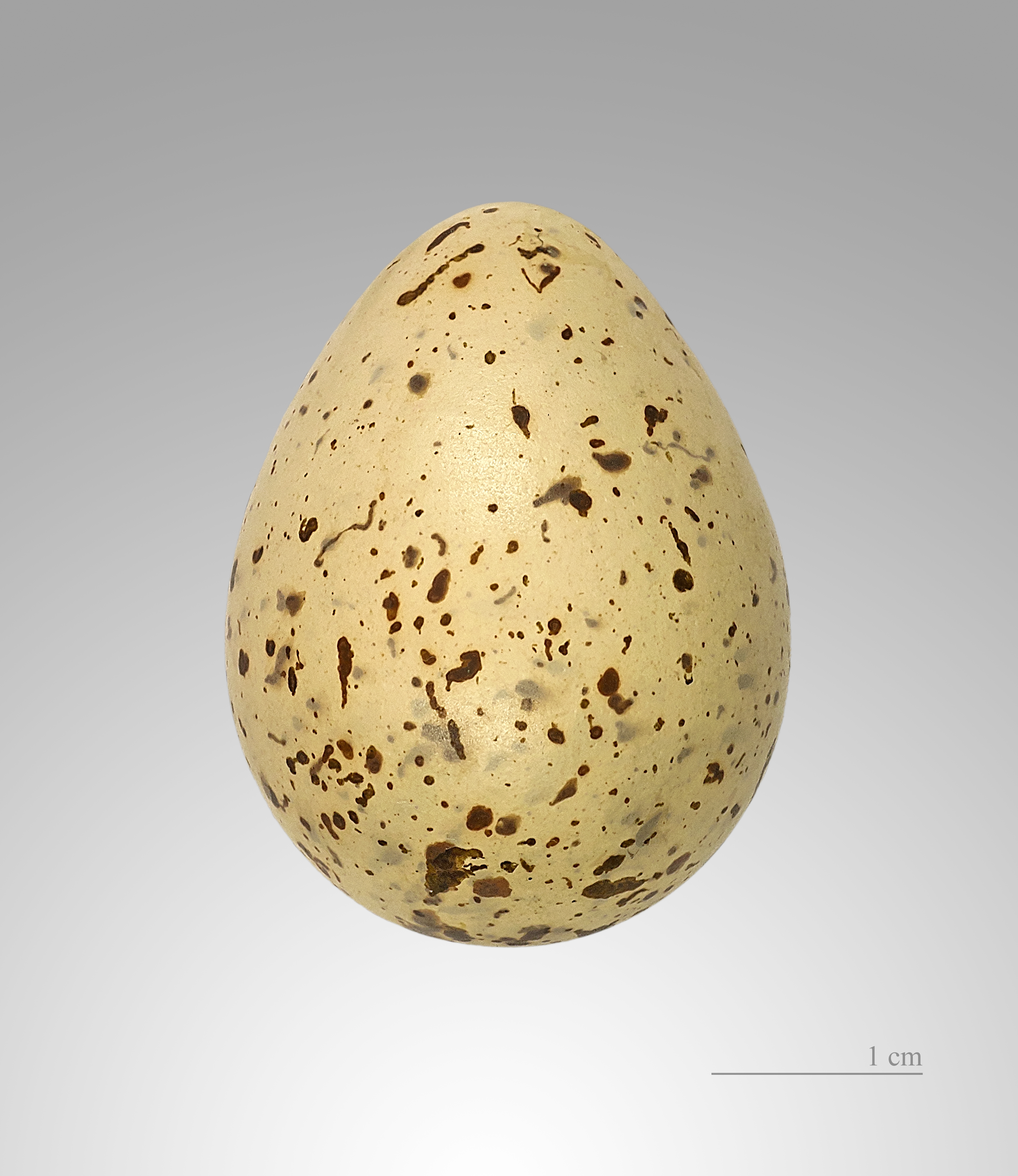
és a tojása